# Hammartjärnen, Hälsingland
Hammartjärnen är en sjö i Härjedalens kommun i Hälsingland och ingår i Ljusnans huvudavrinningsområde. Sjön har en area på 0,0652 kvadratkilometer och ligger 427,1 meter över havet. Sjön avvattnas av vattendraget Jättån (Djupsjöån).

## Delavrinningsområde
Hammartjärnen ingår i det delavrinningsområde (686387-145369) som SMHI kallar för Utloppet av Stor-Drocksjön. Medelhöjden är 459 meter över havet och ytan är 21,01 kvadratkilometer. Det finns inga avrinningsområden uppströms utan avrinningsområdet är högsta punkten. Jättån (Djupsjöån) som avvattnar avrinningsområdet har biflödesordning 3, vilket innebär att vattnet flödar genom totalt 3 vattendrag innan det når havet efter 210 kilometer. Avrinningsområdet består mestadels av skog (68 procent). Avrinningsområdet har 1,62 kvadratkilometer vattenytor vilket ger det en sjöprocent på 7,7 procent.